# Anne Griswold Tyng

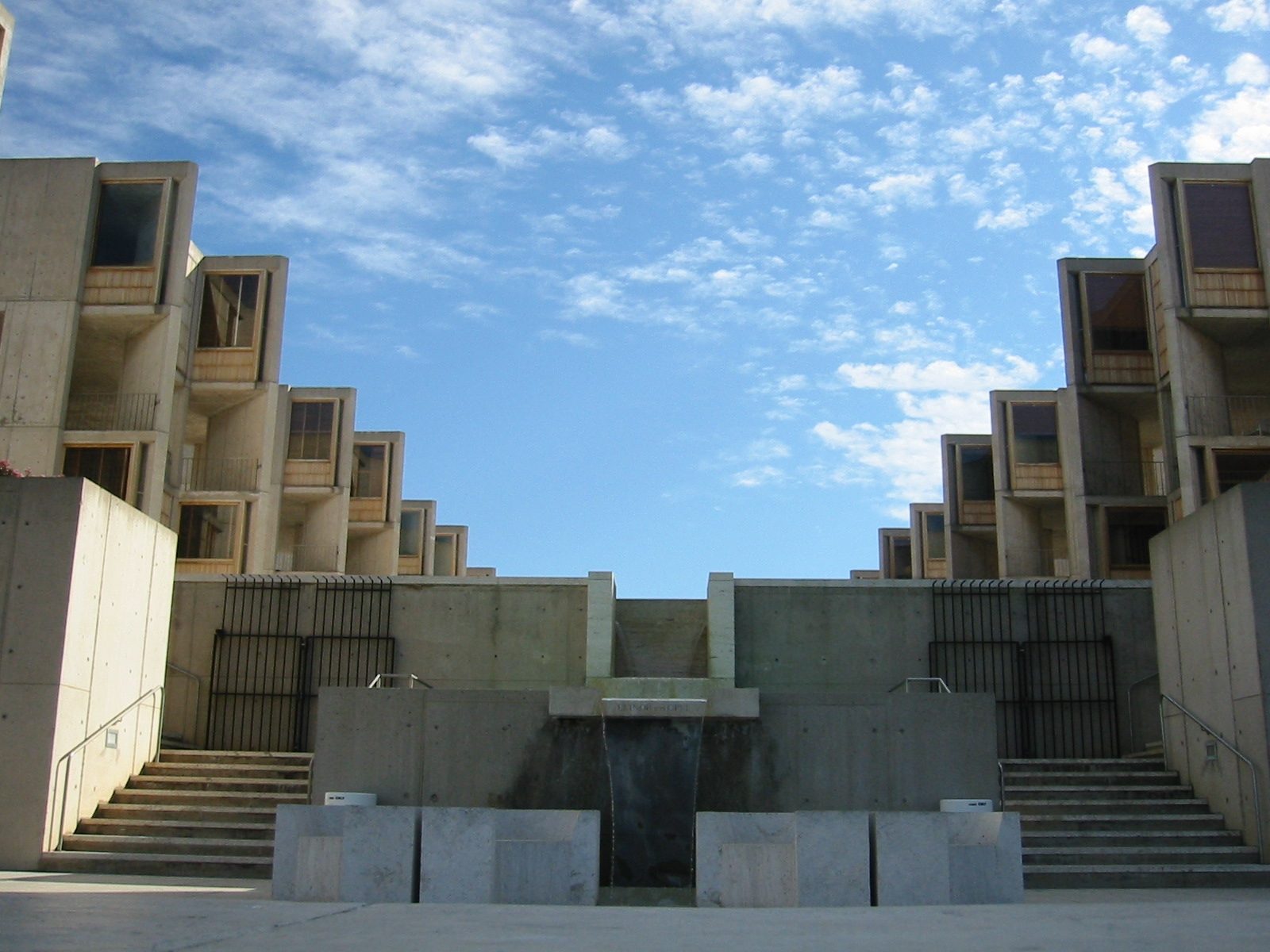
Salk Institute

Anne Griswold Tyng (Lushan, 14 de julho de 1920 - Greenbraer, 27 de dezembro de 2011) foi uma arquitecta norte-americana. Foi sócia de Louis Kahn durante 19 anos. Foi membro do Instituto Americano de Arquitectos e académica da Academia Nacional de Desenho dos Estados Unidos desde 1975.